# Liste der Weihbischöfe in Augsburg

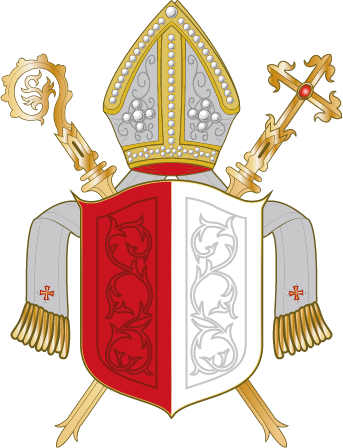
Wappen des Bistums Augsburg

Die Liste der Weihbischöfe in Augsburg stellt die Weihbischöfe im Bistum Augsburg seit 1436 vor.
| Nr. | Bischof                                                   | von  | bis  | Anmerkung | Darstellung                            | Wappen |
| --- | --------------------------------------------------------- | ---- | ---- | --- | -------------------------------------- | ------ |
| 01  | Jean Heysterbach OP                                       | 1436 | 1447 | Titularbischof von Adramyttium, 10. Februar 1436, † etwa 1447 |                                        |        |
| 02  | Wilhelm Mader OPraem                                      | 1447 | 1450 | Titularbischof von Adramyttium, 29. März 1447, † 1450 in Augsburg |                                        |        |
| 03  | Martin Dieminger                                          | 1450 | 1460 | Titularbischof von Adramyttium, 13. November 1450, † 18. Juli 1460 in Augsburg |                                        |        |
| 04  | Jodok Seitz OPraem                                        | 1460 | 1471 | Titularbischof von Adramyttium, 1460, † 23. Januar 1471 in Augsburg |                                        |        |
| 05  | Jakob Goffredi                                            | 1471 | 1473 | Titularbischof von Adramyttium, 13. Mai 1471, † 1473 in Augsburg |                                        |        |
| 06  | Ulrich Geislinger OFM                                     | 1474 | 1493 | Titularbischof von Adramyttium, 23. Mai 1474, † 15. Februar 1493 in Augsburg |                                        |        |
| 07  | Johannes Kerer                                            | 1493 | 1506 | * 1431 in Wertheim, 1469 in Straßburg im Elsass zum Priester geweiht, am 5. Mai 1493 zum Titularbischof von Adramyttium und zum Weihbischof in Augsburg ernannt, konsekriert 8. Mai 1493, emeritiert/resigniert September 1506, † 23. September 1506 in Augsburg |                                        |        |
| 08  | Heinrich Negelin (Nagele)                                 | 1506 | 1520 | 1481 in Konstanz zum Priester geweiht, am 6. Dezember 1506 zum Titularbischof von Adramyttium und zum Weihbischof in Augsburg ernannt, konsekriert 13. Dezember 1506, † Oktober 1520 in Augsburg |                                        |        |
| 09  | Johann Laymann                                            | 1521 | 1546 | 1503 zum Priester geweiht, am 20. Februar 1521 zum Titularbischof von Augustopolis in Phrygia und zum Weihbischof in Augsburg ernannt, resigniert März 1546, † 11. Juni 1550 in Augsburg |                                        |        |
| 010 | Marcus Avunculus                                          | 1546 | 1554 | 1527 zum Priester geweiht, 1546 zum Titularbischof von Nazianzus und zum Weihbischof in Augsburg ernannt, resigniert 13. Juni 1554, † November 1554 in Augsburg |                                        |        |
| 011 | Michael Dornvogel                                         | 1554 | 1586 | 1539 zum Priester geweiht, am 13. August 1554 zum Titularbischof von Adramyttium und zum Weihbischof in Augsburg ernannt, resigniert 1586, † 6. Dezember 1589 in Augsburg |                                        |        |
| 012 | Sebastian Breuning                                        | 1586 | 1618 | * 20. Januar 1552, 1578 zum Priester geweiht, am 23. Juni 1586 zum Titularbischof von Adramyttium und zum Weihbischof in Augsburg ernannt, konsekriert 1587, † 14. Februar 1618 in Augsburg |                                        |        |
| 013 | Peter Wall                                                | 1618 | 1630 | * 31. Dezember 1582 in Dillingen an der Donau, 1607 zum Priester geweiht, am 28. Mai 1618 zum Titularbischof von Adramyttium und zum Weihbischof in Augsburg ernannt, konsekriert 15. Juli 1618, † 5. Juli 1630 in Augsburg |                                        |        |
| 014 | Sebastian Müller (Molitor)                                | 1631 | 1644 | * 21. Januar 1584 in Trübenbach, 1610 Student an der Universität Dillingen, 1612 bis 1615 Germanikum in Rom, 1616 zum Priester geweiht, 1618 Pfarrer in Gundelfingen, 14. Dezember 1623 Doktor der Theologie, am 28. April 1631 zum Titularbischof von Adramyttium und zum Weihbischof in Augsburg ernannt, konsekriert 1. Mai 1631, 1632 Domherr in Augsburg, 1639 Propst von St. Gertrud, † 20. Oktober 1644 |                                        |        |
| 015 | Kaspar Zeiler                                             | 1645 | 1665 | * 1594 in Mainwangen, 1621 zum Priester geweiht, am 30. Januar 1645 zum Titularbischof von Adramyttium und zum Weihbischof in Augsburg ernannt, konsekriert 5. März 1645, am 25. Juni 1646 Apostolischer Administrator resigniert 18. August 1665, † 4. Juli 1681 |                                        |        |
| 016 | Johannes Eustache Egolf von Westernach                    | 1681 | 1707 | * 2. November 1649 in Arbon, am 15. Juni 1680 zum Priester geweiht, am 10. Juli 1681 zum Titularbischof von Dioclea und zum Weihbischof in Augsburg bestellt, konsekriert 14. September 1681, † 28. September 1707 | Johannes Eustache Egolf von Westernach |        |
| 017 | Johann Kasimir Röls                                       | 1708 | 1715 | * 2. März 1646 in Schwandorf, am 5. April 1670 zum Priester geweiht, am 12. März 1708 zum Titularbischof von Amyclae und zum Weihbischof in Augsburg bestellt, konsekriert 20. Mai 1708, † 8. Februar 1715 |                                        |        |
| 018 | Franz Dietrich von Guttenberg                             | 1716 | 1717 | * 25. Mai 1652 in Neunkirchen am Brand, am 16. Mai 1693 zum Priester geweiht, am 1. Juli 1716 zum Titularbischof von Dardanus und zum Weihbischof in Augsburg bestellt, konsekriert 6. September 1716, † 1. Juni 1717 |                                        |        |
| 019 | Johann Jakob von Mayr                                     | 1718 | 1749 | * 13. Dezember 1677 in Dillingen an der Donau, am 18. Dezember 1700 zum Priester geweiht, am 5. Dezember 1718 zum Titularbischof von Pergamum und zum Weihbischof in Augsburg bestellt, konsekriert 8. Januar 1719, † 7. Dezember 1749 |                                        |        |
| 020 | Franz Xaver Adelmann von Adelmannsfelden                  | 1750 | 1787 | * 1. Juli 1721 in Hohenstadt, am 17. September 1747 zum Priester geweiht, am 25. Mai 1750 zum Titularbischof von Mactaris und zum Weihbischof in Augsburg bestellt, konsekriert 9. August 1750, † 17. Oktober 1787 |                                        |        |
| 021 | Johann Nepomuk August Ungelter von Deissenhausen          | 1779 | 1804 | * 20. Februar 1731 in Hochstädt, am 26. Juli 1755 zum Priester geweiht, am 12. Juli 1771 zum Titularbischof von Pella und zum Weihbischof in Augsburg bestellt, konsekriert 29. August 1779, † 26. Februar 1804 |                                        |        |
| 022 | Franz Karl Joseph zu Hohenlohe-Waldenburg-Schillingsfürst | 1802 | 1818 | * 27. November 1745 in Waldenburg, am 7. April 1787 in Köln zum Priester geweiht, am 9. August 1802 zum Titularbischof von Tempe und zum Weihbischof in Augsburg bestellt, konsekriert 5. September 1802, 5. Februar 1818 Bischof von Augsburg, † 9. Oktober 1819 |                                        |        |
| 023 | Johann Baptist Judas Thaddeus von Keller                  | 1816 | 1828 | * 16. Mai 1774 in Salem, am 10. Juni 1797 in Rottenburg zum Priester geweiht, am 15. Juni 1816 zum Weihbischof von Augsburg bestellt, am 22. Juli 1816 zum Titularbischof von Euroea in Epiro ernannt, konsekriert 4. August 1816, 28. Januar 1828 Bischof von Rottenburg, † 17. Oktober 1845 |                                        |        |
| 024 | Peter Göbl                                                | 1911 | 1916 | * 24. Mai 1851 in Winklhart, am 29. Juni 1877 in München zum Priester geweiht, 1891 ins Bistum Augsburg inkardiniert, am 28. Februar 1911 zum Titularbischof von Sinope und zum Weihbischof in Augsburg bestellt, konsekriert 2. April 1911, † 15. Februar 1916 |                                        |        |
| 025 | Karl Reth                                                 | 1916 | 1933 | * 20. Oktober 1849 in Füssen, am 26. Juli 1873 zum Priester geweiht, am 27. April 1916 zum Titularbischof von Lete und zum Weihbischof in Augsburg bestellt, konsekriert 11. Juli 1916, † 27. Mai 1933 |                                        |        |
| 026 | Franz Xaver Eberle                                        | 1934 | 1951 | * 4. Juli 1874 in Augsburg, am 18. Juli 1897 zum Priester geweiht, am 2. Juni 1934 zum Titularbischof von Zaliche und zum Weihbischof in Augsburg bestellt, konsekriert 25. Juli 1934, † 18. November 1951 |                                        |        |
| 027 | Josef Zimmermann                                          | 1952 | 1972 | * 19. März 1901 in Langwied, am 31. Oktober 1926 zum Priester geweiht, von Papst Pius XII. Zum Titularbischof von Cerynia und Weihbischof in Augsburg ernannt am 28. November 1952, konsekriert am 25. Januar 1953, emeritiert 1. März 1972, † 29. Dezember 1976 |                                        |        |
| 028 | Manfred Müller                                            | 1972 | 1982 | * 15. November 1926 in Augsburg, am 24. Juni 1952 zum Priester geweiht, am 3. Januar 1972 von Papst Paul VI. Zum Titularbischof von Iubaltiana und zum Weihbischof in Augsburg bestellt, Bischofsweihe 25. März 1972, am 16. Juni 1982 Bischof von Regensburg, hier emeritiert 15. Januar 2002, † 20. Mai 2015.                                                                                                |                                        |        |
| 029 | Rudolf Schmid                                             | 1972 | 1990 | * 26. Juni 1914 in Schiers, am 26. Juli 1938 zum Priester geweiht, am 3. Januar 1972 zum Titularbischof von Dionysiana und zum Weihbischof in Augsburg bestellt, konsekriert 25. März 1972, emeritiert 11. Juli 1990, † 24. Juni 2012 |                                        |        |
| 030 | Maximilian Ziegelbauer                                    | 1983 | 1998 | * 6. September 1923 in Memmingen, am 21. Mai 1950 zum Priester geweiht, am 3. Januar 1972 von Papst Johannes Paul II. Zum Titularbischof von Lapda und zum Weihbischof in Augsburg bestellt, Bischofsweihe am 22. Oktober 1983, am 7. September 1998 emeritiert, † 21. November 2016 |                                        |        |
| 031 | Josef Grünwald                                            | 1995 | 2011 | * 22. August 1936 in Augsburg, am 29. Mai 1960 zum Priester geweiht, am 21. Februar 1995 zum Titularbischof von Fronta und zum Weihbischof in Augsburg bestellt, Bischofsweihe 18. März 1995; emeritiert am 4. Oktober 2011. |                                        |        |
| 032 | Anton Losinger                                            | 2000 |      | * 27. Juli 1957 in Friedberg (Bayern), am 3. Juli 1983 zum Priester geweiht, am 6. Juni 2000 zum Titularbischof von Vazi-Sarra und Weihbischof in Augsburg ernannt, Bischofsweihe am 16. Juli 2000 |                                        |        |
| 033 | Florian Wörner                                            | 2012 |      | * 5. Februar 1970 in Garmisch-Partenkirchen, am 4. Mai 1997 zum Priester geweiht, am 5. Juni 2012 zum Titularbischof von Hierpiniana und Weihbischof in Augsburg ernannt, Bischofsweihe am 28. Juli 2012 |                                        |        |